# Elizabeth Acevedo
Elizabeth Acevedo, född 1988 i New York, är en amerikansk poet och prosaförfattare. Hon har legat på New York Times bestsellerlista. Acevedo är mest känd för sina ungdomsromaner The Poet X, With The Fire On High och Clap When You Land.

## Biografi

### Uppväxt och utbildning
Acevedo växte upp i Harlem med dominikanska föräldrar. Fjorton år gammal deltog hon i sin första poetry slam på Nuyorican Poets Café i New York. Acevedo avlade filosofie kandidatexamen vid George Washington University och masterexamen vid University of Maryland.

### Karriär
Efter att ha utexaminerats arbetade Acevedo som lärare. Hon undervisade elever i årskurs åtta i Prince George's County i Maryland.
Acevedo blev 2014 en av flera amerikanska mästare i poetry slam. Hon har uppträtt på bland annat Lincoln Center for the Performing Arts, Madison Square Garden och John F. Kennedy Center for the Performing Arts. Hon har även flera gånger talat på konferensen TEDx.
Acevedo publicerade 2016 chapbooken Beastgirl and Other Origin Myths, en samling dikter om folktro. År 2018 publicerades hennes första roman, The Poet X, som hamnade på New York Times bestsellerlista. I maj 2019 släpptes hennes andra roman, With The Fire on High, som av Publishers Weekly och School Library Journal utsågs till en av årets bäst böcker. Hennes tredje roman, Clap When You Land, publicerades i maj 2020. I augusti 2023 publicerades romanen Family Lore. Acevedo har även publicerat en diktsamling, Inheritance, som gavs ut i maj 2022 och är en samling visuell poesi.
Acevedos verk har publicerats i flera antologier, som Because I Was A Girl: True Stories for Girls of All Ages, Women of Resistance: Poems for a New Feminism, Ink Knows No Borders och Woke: A Young Poet's Call to Justice. Hennes dikter har även kunnat läsas i publikationer som Callaloo, Puerto Del Sol, The Notre Dame Review och Poetry.
Acevedo är även uppläsare av flera ljudböcker, och hon har själv uppläst alla sina egna romaner. Hennes ljudboksuppläsande gäller också romanen Pride, skriven av Ibi Zoboi som var en av uppläsarna av Wild Tounges Can't Be Tamed.
Acevedo har erhållit flera priser för sina verk. För The Poet X erhöll hon National Book Award 2018 och Carniege Medal 2019. The Poet X var även finalist för 2018 års Kirkus Prize, och Acevedo erhöll 2019 Michael L. Printz Award för romanen. För romanen Clap When You Land erhöll hon Audie Award för ungdomslitteratur, och boken blev år 2020 finalist för Kirkus Prize.